# Guido von Sommaruga
Guido von Sommaruga (* 22. Jänner 1842 in Wien; † 11. Jänner 1895 ebenda) war ein österreichischer Rechtsanwalt und Parlamentarier.

## Werdegang
Von 1859 bis 1863 absolvierte Sommaruga das Studium der Rechtswissenschaften an der Universität Wien, das er 1864 mit dem Dr. iur. abschloss. Seine Ehefrau Sidonie, geborene von Miller zu Aichholz, war eine Tochter des Unternehmers Josef von Miller zu Aichholz. Im Jahr 1862 gründete Sommaruga zusammen mit Paul Grohmann und Edmund Mojsisovics von Mojsvár den Österreichischen Alpenverein. Sommaruga war außerdem Gründungsmitglied des Vereins zur Abwehr des Antisemitismus in Wien. 
Sommaruga war von 1880 bis 1895 Abgeordneter zum niederösterreichischen Landtag und von 1877 bis 1887 Gemeinderat in Wien.